# Іштван Тот (консул)
Іштван Тот (István Tóth) — угорський історик, журналіст та дипломат. Консул Угорщини в українському місті Берегове (2010—2014).

## Життєпис
Народився в селі Галоч на Закарпатті. Іштван Тот за освітою історик, а за покликанням — журналіст.
Свого часу був науковим співробітником угорського фонду імені Ласло Телекі, вивчав сучасну історію України і РФ в соціально-політичному розрізі. Його аналітичні матеріали публікувалися у відомих міжнародних виданнях, в тому числі в «Budapest Analyses».
Також був головним редактором «Pro Minoritate» — суспільно-політичного видання. Журнал висвітлював національні питання Угорщини, проблеми нацменшин Східної і Західної Європи.
До грудня 2010 року працював в управлінні Міністерства закордонних справ Угорщини, яке займалося справами своїх одноплемінників, які проживають за кордоном, а саме в Україні.
У 2010—2014 роки — консул Угорської Республіки в українському місті Берегове.